# 杉浦理史
杉浦 理史（すぎうら まさふみ、1977年9月6日 - ）は、日本の俳優・放送作家・脚本家・演出家・ダンス振付師。俳優以外の活動ではピエール杉浦の名義を使用することもある。株式会社ピタ代表取締役社長。日本脚本家連盟会員。

## 来歴
愛知県岡崎市出身。身長173cm。星座は乙女座、血液型はB型。愛知県立刈谷高等学校、日本大学芸術学部演劇学科演出コース出身。
声優の小野大輔とは大学時代の同級生。

## 構成
- NHK Eテレ - 「ノージーのひらめき工房」（毎週土曜日、7時30分〜45分）
- NHK Eテレ - 「はりきり体育ノ介」 構成（毎週水曜・9時10分〜　再放送　金曜15時30分〜）
- NHK Eテレ - 「お伝と伝じろう」 脚本（毎週月曜日、9時20分〜）
- NHK総合 - 「指原 (さし) ペディア」 構成
- YouTube配信番組 - 「ペロポンパップポロンチョ」 企画・構成
- 日本テレビ - 「金曜ロードSHOW!」（毎週金曜日、21時〜）
- CS時代劇専門チャンネル - 「落語時代」シーズン特番
- NHKラジオ第1 - 怒髪天増子直純のロック判定（毎月最終土曜日、20時5分〜）
- アニメイトTVwebラジオ- 「らじかもん」 アシスタント
- NHK Eテレ - 「シャキーン!」（毎週平日、7時〜）
  - 「分け」の五代分け名人。
  - 「自分で答え合わせクイズショー」 カッピ役
  - 「それいけ!ゾーキマン」 作詞
- NHK Eテレ - 「大!天才てれびくん」（毎週月〜木曜日、18時20分〜）
- NHK Eテレ - 「デザインあ」
- NHK BSプレミアム - 「にっぽんトレッキングbest20・春」
- CSテレ朝チャンネル- 「笑う新選組」
- NHK教育 - 「天才てれびくんMAX」
- ひかりTV - 「初音ミクのミクミクメイクミク」
- 東京MXテレビ - 「韓バラ」（毎週月曜日、22時30分〜）
- 東京MXテレビ - 「さくら学院sun」
- テレビ朝日 - 「関パニ」関ジャニ∞バラエティ
- フジテレビ - 「ネオコラ!東京環境会議」
- テレビ朝日 - クレヨンしんちゃん20周年記念特番
- テレビ朝日 - 「心に残るにっぽんの歌」（2010年1月1日）
- テレビ朝日 - 「嵐・相葉雅紀のバーテンダー大作戦」（2011年1月）

### 脚本

#### テレビアニメ
2012年
- おしりかじり虫（2012年 - 2014年）脚本

2013年
- ゆゆ式（脚本）

2014年
- 地下すぎアイドル あかえちゃん（シリーズ構成・脚本）
- ばらかもん（シリーズ構成・脚本）

2016年
- くまみこ（脚本）
- 刀剣乱舞-花丸-（シリーズ構成・脚本）

2017年
- ひとりじめマイヒーロー（脚本）

2018年
- ウマ娘 プリティーダービー（シリーズ構成・脚本）

2021年
- ウマ娘 プリティーダービー Season 2（脚本）

2024年
- ゆるキャン△ SEASON3（シリーズ構成・脚本）

#### OVA
- むかしむかしにタイムスリップ とどけたいせつなてがみ（2017年）脚本

#### 劇場アニメ
- コウノトリ大作戦!（2016年）吹き替え監修

### 漫画
- 構成/松永きなこ - 漫画原作
- ウマ娘 シンデレラグレイ　- 脚本[4]

### 演出
- 日本テレビアニメばらかもん　スピンオフショートアニメ「みじかもん」 総演出・脚本
- モーニング娘。　ファンイベントライブ　演出・構成
- スマイレージ　ライブ　クワッドスマイル・デュアルスマイル・MegaBANK vol.6　演出・構成

### 映画
- 映画こびとづかん　カクレモモジリの秘密の桃園　脚本(2014年)
- 映画しまじろうと空とぶふね 脚本 作詞(2021年)

### DVD
- ベネッセ　小学生英語教材　BE-GO ENGLISH　年間ストーリー制作

## 主な出演作品

### テレビドラマ
- 連続テレビ小説「ちゅらさん」（NHK、2001年）- バイト先の人 役
- 佐藤四姉妹（BS-i）
- TBS木曜ドラマ「幸せになりたい!」（TBS、2005年） - 関根力哉 役
- ロケットボーイズ （テレビ東京、2006年） - 成田政孝（大先生）役
- CBCドラマ30「みこん六姉妹」（TBSテレビ、2006年）- 菅原道彦役
- 「肩ごしの恋人」（TBSテレビ、2007年）- 面接を受けた中小企業の社長 役
- 「33分探偵」（フジテレビ、2009年4月4日）- 探偵事務所でギターを弾きながら歌っていた男 役
- プロポーズ兄弟〜生まれ順別 男が結婚する方法〜 第3夜「末っ子が結婚する方法」（フジテレビ、2011年2月23日） - 面接を受けた会社の社長 役
- 「ビター・ブラッド」第7話（フジテレビ、2014年5月17日）

### Webドラマ
- 探偵事務所5 （2008年）2ndシーズン第2話「スリット」- 情報屋 役

### CM
- コナカ（2005年）
- ファミリーマート（2006年）
- auMY割編（2006年）
- ブルボンスローバー（2012年）
- カルビー（2014年）ひとくち劇場　お巡りさん・スター声優　役

### 映画
- 陽気なギャングが地球を回す（2006年）
- なくもんか（2009年）

### 舞台
- bird's-eye view全作品に出演
- 第1回山崎樹範とピエール風呂自由研究発表会
- 方南ぐみ 「も〜たまらん」
- 少年社中 「film star」
- 絶対王様 「やわらかい脚立」
- innerchild 「数神2」「PANGEA」
- 劇団★新感線お宝劇場 「夢見る無法者」
- ヰタ・マキ・Dotoo!・ペテカン・アフロ13・スペクタクルガーデン・G-up、等
- MCR 「ランボルギーニカウンタック」
- G2プロデュース 「ツグノフの森」
- MCR 「トラックバックシステム」

### DVD
- 絶対王様「やわらかい脚立」
- ロケットボーイズ
- G2プロデュース「ツグノフの森」
- 探偵事務所5 2ndシーズン　第2話「スリット」